# Endlicheria arunciflora
Endlicheria arunciflora är en lagerväxtart som först beskrevs av Meissner, och fick sitt nu gällande namn av Carl Christian Mez. Endlicheria arunciflora ingår i släktet Endlicheria och familjen lagerväxter. Inga underarter finns listade i Catalogue of Life.